# Transposició de Fries

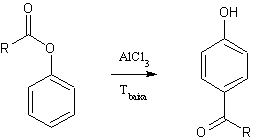
Transposició de Fries a baixa temperatura

La transposició o reordenament de Fries és una reacció orgànica de reordenació d'un èster de fenil a una cetona hidroxil-arílica, catalitzada per un àcid de Lewis. S'anomena així en honor del seu descobridor, el químic alemany Karl Theophil Fries. Malgrat molts esforços no s'ha aconseguit definir un mecanisme definitiu de reacció. Tanmateix el més acceptat és un mecanisme que compta amb un intermedi carbocatió: